# 石倚潔
石 倚潔（シー・イージェ、せき きけつ、中国語: 石 倚洁、Yijie Shi、1982年9月6日）は、中国出身の声楽家（テノール）。日本の東邦音楽大学に学んだ。

## 経歴
上海市東部の張江鎮（現在は浦東新区の一部）に生まれ、1997年から声楽を学ぶ。2002年に、上海音楽学院への進学を試みたが、不合格となり、日本へ留学する。2006年、東邦音楽大学を首席卒業後、同大学院に進み、特別研修生としてオーストリアに留学し、グラーツ音楽院に学ぶ。
2007年に、ヨーロッパ各地の国際声楽コンクールで優勝を重ねて注目され、2008年以降はヨーロッパを中心にオペラの舞台に立っている。
子どもが双子の女の子がいる。
2009年には、アルベルト・ゼッダの意向により、ペーザロ・ロッシーニ音楽祭で『オリー伯爵』の主役に抜擢された。
日本での初リサイタルは、2012年7月18日に行なわれた。

## CD
- シー・イージェ：オペラ・アリア名曲集、演奏：スロヴァキア国立放送交響楽団ブラティスラヴァ、指揮：林千尋、2012年[7]